# فایزتریتس آندر گیل
فایزتریتس آندر گیل (به آلمانی: Feistritz an der Gail) یک منطقهٔ مسکونی در اتریش است که در ناحیه فیلاخ-لاند واقع شده‌است. فایزتریتس آندر گیل ۶۱۲ نفر جمعیت دارد.